# Djakaridja Koné
Djakaridja Koné (n. 1 ianuarie 1986, Cote d'Ivoire) este un jucător de fotbal retras din activitate ivorian care a evoluat ultima data în Turkcell Super League, la Sivasspor. Acesta are și cetățenie pentru statul Burkina Faso și evoluează la echipa națională a acestei țări.
Și-a făcut junioratul în Israel, la Hapoel Haifa. În 2009 a fost adus în probe la Dinamo, făcând deplasarea cu echipa în cantonamentul din Franța. Aici l-a impresionat pe antrenorul Dario Bonetti care a cerut păstrarea lui în lot. A semnat cu Dinamo un contract pe trei sezoane.
Se autodescrie ca un "fotbalist puternic, cu o mentalitate de fier, un mijlocaș de forță, care nu are teamă de nimic".
A debutat pentru echipa națională a Burkinei Faso într-un meci amical împotriva echipei Capului Verde, la 9 februarie 2011.